# Kajakarstwo na Letnich Igrzyskach Olimpijskich 2012 – K-1 200 m kobiet
K-1 200 metrów kobiet to jedna z konkurencji w kajakarstwie klasycznym rozgrywanych podczas Letnich Igrzysk Olimpijskich 2012. Kajakarki rywalizowały między 10 a 11 sierpnia na torze Dorney Lake.

## Terminarz
Czas UTC+01:00
| Data             | Czas  | Runda      |
| ---------------- | ----- | ---------- |
| 10 sierpnia 2012 | 10:19 | Eliminacje |
| 10 sierpnia 2012 | 11:51 | Półfinały  |
| 11 sierpnia 2012 | 10:14 | Finały     |

## Rezultaty

### Eliminacje
Sześć najszybszych zawodniczek z każdego biegu awansuje do półfinałów.
Wyniki:

#### Bieg 1
| Pozycja | Tor | Zawodniczka            | Państwo           | Czas   | Uwagi |
| ------- | --- | ---------------------- | ----------------- | ------ | ----- |
| 1       | 6   | Natasa Janics          | Węgry             | 41,221 | Q, OB |
| 2       | 5   | Lisa Carrington        | Nowa Zelandia     | 41,401 | Q     |
| 3       | 4   | Natalia Lobowa         | Rosja             | 42,447 | Q     |
| 4       | 1   | Henriette Hansen       | Dania             | 42,866 | Q     |
| 5       | 7   | Émilie Fournel         | Kanada            | 43,117 | Q     |
| 6       | 3   | Carrie Johnson         | Stany Zjednoczone | 43,355 | Q     |
| 7       | 2   | Norma Murabito         | Włochy            | 43,820 |       |
| 8       | 8   | Geraldine Lee Wei Ling | Singapur          | 45,552 |       |

#### Bieg 2
| Pozycja | Tor | Zawodniczka            | Państwo         | Czas   | Uwagi |
| ------- | --- | ---------------------- | --------------- | ------ | ----- |
| 1       | 6   | Maria Teresa Portela   | Hiszpania       | 41,263 | Q     |
| 2       | 5   | Marta Walczykiewicz    | Polska          | 42,290 | Q     |
| 3       | 8   | Nikolina Moldovan      | Serbia          | 42,383 | Q     |
| 4       | 4   | Jess Walker            | Wielka Brytania | 42,388 | Q     |
| 5       | 7   | Darisleydis Amador     | Kuba            | 42,761 | Q     |
| 6       | 3   | Zhou Yu                | Chiny           | 42,885 | Q     |
| 7       | 2   | Arezou Hakimimoghaddam | Iran            | 44,576 |       |

#### Bieg 3
| Pozycja | Tor | Zawodniczka            | Państwo           | Czas   | Uwagi |
| ------- | --- | ---------------------- | ----------------- | ------ | ----- |
| 1       | 5   | Inna Osypenko-Radomska | Ukraina           | 42,119 | Q     |
| 2       | 3   | Sofia Paldanius        | Szwecja           | 42,596 | Q     |
| 3       | 4   | Teresa Portela         | Portugalia        | 42,673 | Q     |
| 4       | 6   | Silke Hörmann          | Niemcy            | 42,697 | Q     |
| 5       | 2   | Natalya Sergeyeva      | Kazachstan        | 43,257 | Q     |
| 6       | 8   | Ivana Kmeťová          | Słowacja          | 43,445 | Q     |
| 7       | 7   | Tiffany Kruger         | Południowa Afryka | 46,122 |       |

#### Bieg 4
| Pozycja | Tor | Zawodniczka           | Państwo    | Czas   | Uwagi |
| ------- | --- | --------------------- | ---------- | ------ | ----- |
| 1       | 5   | Shinobu Kitamoto      | Japonia    | 42,007 | Q     |
| 2       | 4   | Alana Nicholls        | Australia  | 42,453 | Q     |
| 3       | 6   | Jenni Mikkonen        | Finlandia  | 42,656 | Q     |
| 4       | 3   | Špela Ponomarenko     | Słowenia   | 42,884 | Q     |
| 5       | 7   | Marharyta Ciszkiewicz | Białoruś   | 43,841 | Q     |
| 6       | 2   | Julia Borzowa         | Uzbekistan | 44,872 | Q     |
| 7       | 8   | Afef Ben Ismail       | Tunezja    | 48,998 |       |

### Półfinały
Najszybsze dwie kajakarki z każdego biegu i dwie najszybsze z trzeciego miejsca awansują do finału A. Najwolniejsza z trzeciego miejsca, zawodniczki z czwartego i piątego miejsca oraz najszybsza z szóstego miejsca awansują do finału B.
Wyniki:

#### Półfinał 1
| Pozycja | Tor | Zawodniczka            | Państwo           | Czas   | Uwagi |
| ------- | --- | ---------------------- | ----------------- | ------ | ----- |
| 1       | 4   | Lisa Carrington        | Nowa Zelandia     | 40,528 | Q, OB |
| 2       | 5   | Maria Teresa Portela   | Hiszpania         | 40,898 | Q     |
| 3       | 6   | Inna Osypenko-Radomska | Ukraina           | 41,360 | q     |
| 4       | 7   | Jenni Mikkonen         | Finlandia         | 41,859 |       |
| 5       | 3   | Špela Ponomarenko      | Słowenia          | 42,209 |       |
| 6       | 1   | Zhou Yu                | Chiny             | 42,279 |       |
| 7       | 2   | Natalya Sergeyeva      | Kazachstan        | 42,602 |       |
| 8       | 8   | Carrie Johnson         | Stany Zjednoczone | 43,321 |       |

#### Półfinał 2
| Pozycja | Tor | Zawodniczka           | Państwo         | Czas   | Uwagi |
| ------- | --- | --------------------- | --------------- | ------ | ----- |
| 1       | 7   | Natalia Lobowa        | Rosja           | 41,413 | Q     |
| 2       | 2   | Jess Walker           | Wielka Brytania | 41,734 | Q     |
| 3       | 5   | Shinobu Kitamoto      | Japonia         | 41,816 |       |
| 4       | 4   | Nikolina Moldovan     | Serbia          | 42,394 |       |
| 5       | 1   | Ivana Kmeťová         | Słowacja        | 42,510 |       |
| 6       | 6   | Sofia Paldanius       | Szwecja         | 42,688 |       |
| 7       | 3   | Henriette Hansen      | Dania           | 42,821 |       |
| 8       | 8   | Marharyta Ciszkiewicz | Białoruś        | 42,821 |       |

#### Półfinał 3
| Pozycja | Tor | Zawodniczka         | Państwo    | Czas   | Uwagi |
| ------- | --- | ------------------- | ---------- | ------ | ----- |
| 1       | 5   | Natasa Janics       | Węgry      | 40,570 | Q     |
| 2       | 6   | Marta Walczykiewicz | Polska     | 40,905 | Q     |
| 3       | 7   | Teresa Portela      | Portugalia | 41,562 | q     |
| 4       | 4   | Alana Nicholls      | Australia  | 41,595 |       |
| 5       | 2   | Darisleydis Amador  | Kuba       | 41,949 |       |
| 6       | 3   | Silke Hörmann       | Niemcy     | 42,005 |       |
| 7       | 8   | Émilie Fournel      | Kanada     | 43,030 |       |
| 8       | 1   | Julia Borzowa       | Uzbekistan | 44,426 |       |

### Finały
Wyniki:

#### Finał B
| Pozycja | Tor | Zawodniczka        | Państwo   | Czas   | Uwagi |
| ------- | --- | ------------------ | --------- | ------ | ----- |
| 1       | 6   | Jenni Mikkonen     | Finlandia | 44,643 |       |
| 2       | 2   | Špela Ponomarenko  | Słowenia  | 44,953 |       |
| 3       | 4   | Nikolina Moldovan  | Serbia    | 45,064 |       |
| 4       | 3   | Darisleydis Amador | Kuba      | 45,099 |       |
| 5       | 5   | Shinobu Kitamoto   | Japonia   | 45,387 |       |
| 6       | 8   | Ivana Kmeťová      | Słowacja  | 45,556 |       |
| 7       | 1   | Silke Hörmann      | Niemcy    | 45,686 |       |
| 8       | 7   | Alana Nicholls     | Australia | 45,819 |       |

#### Finał A
| Pozycja | Tor | Zawodniczka            | Państwo         | Czas   | Uwagi |
| ------- | --- | ---------------------- | --------------- | ------ | ----- |
| złoto   | 5   | Lisa Carrington        | Nowa Zelandia   | 44,638 |       |
| srebro  | 1   | Inna Osypenko-Radomska | Ukraina         | 45,053 |       |
| brąz    | 4   | Natasa Janics          | Węgry           | 45,128 |       |
| 4       | 2   | Maria Teresa Portela   | Hiszpania       | 45,326 |       |
| 5       | 7   | Marta Walczykiewicz    | Polska          | 45,500 |       |
| 6       | 6   | Natalia Lobowa         | Rosja           | 45,961 |       |
| 7       | 3   | Jess Walker            | Wielka Brytania | 46,161 |       |
| 8       | 8   | Teresa Portela         | Portugalia      | 46,549 |       |